# Regionaal Ziekenhuis Wanica
Het Regionaal Ziekenhuis Wanica is een ziekenhuis in Lelydorp in het district Wanica in Suriname.
Het ziekenhuis werd gebouwd met ontwikkelingsgeld van de Volksrepubliek China. Het was op dat moment het grootste project dat China voor Suriname heeft uitgevoerd.
Het ziekenhuis werd op 7 februari 2020 technisch opgeleverd. De opening werd voltrokken onder aanwezigheid van de Chinese ambassadeur Liu Quan. Hij droeg de sleutel over aan minister Vijay Chotkan van Openbare Werken, Transport en Communicatie, die hem verder gaf aan minister Antoine Elias van Volksgezondheid en die hem vervolgens weer verder gaf aan Pascual Zeegelaar, de voorzitter van het stichtingsbestuur van RZW. Bij de technische oplevering openden alvast de deuren van de polikliniek, huisartsenpost, prikkamer en apotheek.

## Coronacrisis
Het is een van de ziekenhuizen met een centrale rol tijdens de coronacrisis in 2020. Het ziekenhuis is aangewezen als eerste plek voor opname van COVID-19-patiënten met daarnaast de rol voor de intensive-care-patiënten voor het Sint Vincentius Ziekenhuis. De achtste positief geteste patiënt in het land, de Franse ambassadeur Antoine Joly, werd hier ook de eerste dagen verpleegd.
Het ziekenhuis van Wanica biedt ook de faciliteiten voor overheidsquarantaine van coronapatiënten, samen met het Streekziekenhuis Marwina en het RCR Zorghotel. De coördinatie van alle patiënten ligt landelijk bij het Academisch Ziekenhuis Paramaribo. Door de uitgebreide rol voor het nieuwe ziekenhuis van Wanica, leeft er onder de lokale bevolking bezorgdheid voor de mogelijk grote toeloop van coronapatiënten naar de regio.
Later werden enkele patiënten alsnog overbracht van Wanica naar 's Lands Hospitaal. Dit gebeurde op verzoek van artsen die daar alle faciliteiten hebben en omdat het hospitaal daar ook hun reguliere werk hebben.